# Эшпаданеду (Синфайнш)
Эшпаданеду (порт. Espadanedo) — район (фрегезия) в Португалии, входит в округ Визеу. Является составной частью муниципалитета Синфайнш. По старому административному делению[какому?] входил в провинцию Дору-Литорал. Входит в экономико-статистический субрегион Тамега, который входит в Северный регион. Население составляет 1406 человек на 2001 год. Занимает площадь 5,47 км².